# Tagged image file format
Tagged image file format (TIFF) is een flexibel bestandsformaat voor opslag van afbeeldingen, onder andere foto's.
Het werd ontwikkeld door Aldus Corporation om beelden op te slaan van scanners en fotobewerkingsprogramma's. TIFF is eigendom van Adobe sinds Adobe Aldus overnam in 1994. Het formaat is flexibel en kan beelden met allerlei eigenschappen opslaan. Voor TIFF-bestanden bestaan verschillende, meestal zogenaamde lossless (verliesloze), compressiemethoden. Het LZW-algoritme is het bekendst. Een nadeel van de grote flexibiliteit van TIFF is dat niet alle programma's de vele varianten van TIFF kunnen lezen.
TIFF gebruikt 32 bits-waardes als offset voor verwijzing binnen het bestand. Hierdoor is de maximumgrootte van een TIFF-bestand zo'n 4 GiB. Aangezien deze offset door sommige programma's als signed waarde is geïmplementeerd, haken deze bij 2 GiB af. Om deze beperking in grootte op te lossen is het formaat uitgebreid tot BigTIFF. Hierbij zijn o.a. 64 bits-offsets toegevoegd, waardoor veel grotere bestanden en dus afbeeldingen gebruikt kunnen worden. Ondersteuning van BigTIFF is nog beperkt. Zo biedt LibTIFF, sinds versie 4.0, volle ondersteuning van BigTIFF. Photoshop versie 21 kan BigTIFF wel lezen maar niet schrijven.
Een specifiek type TIFF is de geoTIFF, een rasterbeeld met gegevens over de geografische positie van het beeld. Bruikbaar voor onder andere CAD en GIS.